# Ann Frisenborg Marker
Ann Frisenborg Marker er tidligere vært på DR2-programmet Viden om. Ann Marker har også tidligere været tilknyttet DR1 som meteorolog. Hun var også vært på ti afsnit af Danske Vidundere. Efter tiden hos DR var Ann Frisenborg Marker kommunikationschef hos elbiloperatøren ChoosEV.
Senere blev hun teamleder for kommunikation hos Teknologisk Institut i Taastrup.
Ann Frisenborg Marker er i dag chefkonsulent hos Energinet i Ballerup.

## Eksternee henvisninger
- Viden om